# رویضه، ادلب
رویضه (به عربی: الرویضة) یک روستا در سوریه است که در ناحیه تمانعه واقع شده‌است. رویضه ۹۲۰ نفر جمعیت دارد.